# Kledniawiczy (przystanek kolejowy)
Kledniawiczy (biał. Кледнявічы, ros. Кледневичи) – przystanek kolejowy w pobliżu miejscowości Kledniawiczy, w rejonie horeckim, w obwodzie mohylewskim, na Białorusi. Położony jest na linii Orsza - Krzyczew - Uniecza.